# دی‌آر اتومبیلز
دی‌آر اتومبیلز (انگلیسی: DR Automobiles) شرکت خودروسازی ایتالیایی است، که در سال ۲۰۰۶ تأسیس شد.